# ジュゼッペ・スクッリ
ジュゼッペ・スクッリ（Giuseppe Sculli, 1981年3月23日 - ）は、イタリア・ロクリ出身のサッカー選手。アッカデミア・パヴェーゼ所属。ポジションはFW。
豊富な運動量とスピードを誇り、チャンスメーカーとして優れる。マフィア組織ンドランゲタの幹部ジュゼッペ・モラビトの孫。

## 経歴
ユヴェントスFCのユース育ち。レンタル移籍したFCクロトーネでの活躍を経て、モデナFCにてセリエAデビューを飾りクラブの1部残留に貢献した。この活躍がU-21イタリア代表のクラウディオ・ジェンティーレ監督に認められ、同代表に選出される。2004年にはアテネオリンピック代表にも選ばれた。
その後プレーしたACキエーヴォ・ヴェローナ、ブレシア・カルチョ、FCメッシーナにおいて結果を残せなかったが、ジェノアCFCへ加入するとユーヴェ・ユース時代の恩師であるジャン・ピエロ・ガスペリーニ監督の指導下で再生し、セリエA昇格に貢献した。
2011年1月にSSラツィオへ移籍した。2014年1月にはジェノアへレンタル移籍で復帰した。
ラツィオ退団後1年間フリーとなっていたが、2016年7月16日にエッチェッレンツァのアッカデミア・パヴェーゼに加入した。

## タイトル
イタリア U-21
- UEFA U-21欧州選手権 : 2004